# Cyrtogaster trypherus
Cyrtogaster trypherus är en stekelart som först beskrevs av Walker 1843.  Cyrtogaster trypherus ingår i släktet Cyrtogaster och familjen puppglanssteklar. Inga underarter finns listade i Catalogue of Life.